# Zum Teufel mit Max
Zum Teufel mit Max (Originaltitel: The Devil and Max Devlin) ist eine US-amerikanische Fantasy-Komödie von Steven Hilliard Stern mit Elliott Gould, Bill Cosby und Susan Anspach in den Hauptrollen, die von Walt Disney Pictures produziert wurde.
Der Film wurde für einen Disney-Film kontrovers beurteilt; zum einen aufgrund des Themas des Films, zum anderen, da Bill Cosby untypischerweise einen bösen Charakter darstellte. Disney nahm diesen und drei weitere Filme zum Anlass, Touchstone Pictures und Hollywood Pictures zu gründen (und später Miramax und 20th Century Studios zu kaufen), um Filme für ein älteres Publikum produzieren und veröffentlichen zu können.

## Handlung
Max Devlin ist der zwielichtige Vermieter eines Slums in Los Angeles. Er flieht vor wütenden Mietern, die herausgefunden haben, dass ihm das Gebäude gehört. Schließlich wird er in einem Bus getötet und kommt in die Hölle, die einer Unternehmenszentrale ähnelt. Dort trifft er den Seelenmanager Barney Satin, der ein Handlanger des Teufels ist. Er bietet Max an, ihn zu befreien, wenn er ihm im Gegenzug drei Seelen von Jugendlichen bringt. Max ist einverstanden und wird wieder zum Leben erweckt. Da Barney seine Seele behält, kann sich Max nicht im Spiegel sehen. Barney gibt ihm außerdem begrenzte magische Kräfte. Wenn Max erfolgreich ist, wird seine Seele befreit. Wieder am Leben, beginnt Max seinen Auftrag und Barney, den nur er sehen kann, kommt häufig vorbei, um seine Fortschritte zu überprüfen und ihn zu verspotten.
Max’ Ziele sind Stella Summers, eine Schulabbrecherin und aufstrebende Sängerin; Nerve Nordlinger, ein Schüler, der beliebt sein will; und Toby Hart, ein Kind, das sich wünscht, dass seine Mutter Penny wieder glücklich wird. Max beeinflusst deren Leben, indem er für Stella einen Plattenvertrag abschließt, Nerve nach der Schule das Motorradfahren beibringt und Zeit mit Toby verbringt, während er Penny in der Kindertagesstätte hilft. Max beginnt, sich um die drei zu kümmern und findet seinen Anstand wieder. Er verliebt sich sogar in Penny, hat jedoch Probleme damit, die Kinder dazu zu bringen, ihre Seelen abzugeben. Stella lehnt ab, den Vertrag zu unterschreiben, da sie glaubt, dass Max mehr als 20 % als Manager bekommen möchte, Nerve ist aufgrund eines bevorstehenden Rennens auf das Training fokussiert und Toby lehnt ab, zu unterschreiben, bevor Max Penny heiratet.
Schließlich gelingt es Max, alle drei Unterschriften zu bekommen, wobei sich deren Persönlichkeiten sofort zum Negativen verändern. Nach der Hochzeit von Max und Penny erscheint Barney und gibt bekannt, dass alle drei nach Mitternacht sterben werden und Max sein Leben weiterleben darf, jedoch weiterhin verdammt ist. Über die Lüge verärgert will Max die Verträge zerstören und wird von Barney zurück in die Hölle gebracht, wo dieser ihm mit größeren Qualen droht, falls er die Verträge zerstört. Da Max weiß, dass er verdammt ist, wirft er die Verträge in ein nahegelegenes Feuer, wird jedoch wieder zum Leben erweckt.
Max glaubt, weiterhin verdammt zu sein und verabschiedet sich von Nerve und Stella, findet jedoch heraus, dass ihre Persönlichkeiten wieder normal sind. Als er sich von Toby und Penny verabschiedet, ist er überglücklich, da er sich im Spiegel sehen kann und nimmt an, dass er aufgrund seiner Selbstaufopferung nicht mehr verdammt und Barney besiegt ist. Er sieht zum Himmel und bedankt sich, als er mit Penny und Toby ein Konzert von Stella besucht.

## Produktion
Jimmy Sangster schrieb 1973 ein Drehbuch für einen Horror-Hammer-Film namens The Fairytale Man mit Vincent Price als totem Schauspieler, der die Seelen von Kindern für den Teufel sammelt. Es gelang dem Produzenten Harold Cohen, der bereits zwei Fernsehfilme auf Basis von Sangsters Drehbüchern produzierte, jedoch nicht, genügend Geld für das Projekt zu sammeln. Sangster kaufte die Rechte zurück und verkaufte sie weiter an Walt Disney Pictures. Daraufhin engagierte Ron Miller, der Leiter des Studios, Mary Rodgers, um das Drehbuch umzuschreiben, da sie das Drehbuch zu Ein ganz verrückter Freitag (1976) verfasst hatte, der zu den erfolgreichsten Filmen des Studios in dem Jahrzehnt gehörte. Der Titel wurde in The Devil and Max Devlin geändert, um sowohl den Einfluss von Faust zu zeigen, als auch zu beweisen, dass sich die Filme des Studios nicht nur an Kinder wenden. Dabei wurde das Theater durch Motorradrennen und Musik ersetzt (obwohl Rodgers Vater, Komponist Richard Rodgers dafür berühmt war) und der Teufel wollte nicht nur die Seelen von Kindern, sondern auch die von Erwachsenen.
Es handelt sich um den zweiten von zwei Disney-Filmen, die Elliott Gould nach Bruchlandung im Paradies machte. Zufälligerweise gab es auch dort einen Bezug auf die Religion.
Bill Cosby hatte zuvor bereits Angebote von Disney abgelehnt, da es das Gerücht gab, dass dort Minderheiten nicht willkommen seien. Er und seine Frau Camille äußerten Bedenken darüber, dass ein Schwarzer den Teufel spielt, Bill Cosby nahm die Rolle jedoch an, da sie bereits von Weißen verkörpert wurde. Der Film wurde im Soundstage 3 in Disneys Burbank-Studio gedreht. Für das Unterwelt-Set wurden soviele Butanöfen, Trockeneis und Rauchmaschinen verwendet, dass sich die Temperatur auf 38 °C erhöhte, sodass die Crew nur eine begrenzte Zeit am Stück dort verbringen konnte. Ein Teil der Szene, in der Max Devlin in die Hölle kommt, enthält Material aus Das schwarze Loch (1979).

## Soundtrack
Zusätzlich zu den Musikstücken von Buddy Baker enthält der Film auch zwei von Marvin Hamlisch komponierte und von Julie Budd gesungene Lieder: „Any Fool Could See“ (Text: Allee Willis) und „Roses and Rainbows“ (Text: Carole Bayer Sager). Sie erschienen als Single bei A&M Records und Buena Vista Records in den Vereinigten Staaten und dem Vereinigten Königreich, erreichten jedoch keine Chartplatzierung. Weder der Soundtrack noch die Singles wurden auf CD veröffentlicht, jedoch nahm Julie Budd den Titelsong 2005 für ihr Album The New Classics auf.

## Rezeption
Vincent Canby von The New York Times schrieb, der Film „ist weder das Schlimmste noch das Beste“. Variety schrieb: „Obwohl der Film gut anfängt, fällt er schnell auf sein Gesicht und erholt sich nicht wieder.“ Gene Siskel vom Chicago Tribune bewertete den Film mit drei von vier Sternen positiv und nannte ihn „einen überraschenden Erfolg. Die Zeitungen wurden mit Geschichten gefüllt, die den Niedergang der Disney-Magie kommentieren, aber ,The Devil and Max Devlin‘ zeigt Anzeichen dafür, dass jemand in den 1980er Jahren auf dem Grundstück von Disney Burbank lebt. Dies ist ein sehr lustiger kleiner Film.“ Sheila Benson von der Los Angeles Times schrieb: „Irgendwo in ,The Devil and Max Devlin‘ (stadtweit) kämpft ein lebhaftes, gut durchdachtes Drehbuch (von Mary Rogers) gegen Schichten von Disneyfikation … Cosby hat in einer für ihn unsympathischen Premiere nichts, was seine komödiantische oder seine schauspielerische Begabung ausdehnt.“ Gary Arnold von The Washington Post schrieb: „Es macht überhaupt keinen Spaß, einen pummligen, bedrückten Elliott Gould zu beobachten, der eine Gruppe von Kindern jagt, bevor er mit einer Last-Minute-Entscheidung sein Herz bessert. Das eigentliche Problem mit dem Selbstbild könnte bei der Disney-Organisation liegen, die verzweifelt nach weniger harmlosem Story-Material zu suchen scheint.“ Im August 2019 hatte der Film bei Rotten Tomatoes eine Wertung von 18 %, basierend auf 11 Kritiken.
Der Film belegte in den Vereinigten Staaten in den Kinocharts des Jahres den 45. Platz und spielte 16 Millionen US-Dollar ein, jedoch wurde Ron Miller in einem Artikel in The New York Times im August 1981 zitiert, in dem er sagte, dass das Studio mit dem Film Geld verloren habe. Obwohl es sich um einen der ersten Filme des Unternehmens mit PG-Rating handelte, der das Image des Studios modernisieren sollte, hatte er auch negative Auswirkungen, da langjährige Unterstützer des Unternehmens wütende Briefe schrieben, in denen sie die Obszönität der Dialoge kritisierten und behaupteten, Walt Disney hätte dies nie erlaubt. Er erlaubte jedoch tatsächlich die Verwendung des Wortes „Hölle“ in den Filmen 20.000 Meilen unter dem Meer, Dornröschen und 101 Dalmatiner und stellte den Ort in Pluto vor Gericht vor. Die Kritik brachte Disney dazu, neue Marken zu schaffen, um familienunfreundliches Material zu veröffentlichen, obwohl es bis zur Umsetzung dieser Idee noch drei Jahre dauerte.
Die Erstveröffentlichung auf Videokassette in den Vereinigten Staaten erfolgte Ende 1981, trotz Bill Cosbys steigender Bekanntheit durch Die Bill Cosby Show (deren achtjährige Laufzeit ebenso wie die der eine Staffel umfassenden Sitcom E/R von Elliott Gould 1984 begann) folgten zunächst keine weiteren Veröffentlichungen. Anchor Bay Entertainment veröffentlichte den Film im November 2000 auf DVD, Walt Disney Studios Home Entertainment veröffentlichte ihn 2006 erneut auf DVD.
Im Vereinigten Königreich sorgte die Veröffentlichung auf Videokassette im Jahr 1987 für wenig Aufregung, da sie zeitlich mit einer Debatte über Filme mit blutiger Gewalt und expliziten Sexszenen zusammenfiel. Der Anti-Zensur-Aktivist Liam T. Sanford schrieb einen Brief über den Film an die Überwachungsbehörde, um die Kriterien für die Zensur herauszustellen, was tatsächlich zur Zensur des Films führte. Diese war jedoch nur vorübergehend, da die BBFC ihm bereits 1981 für das Kino das A-Rating erteilt hatte und 1987 für die Videokassette und 2003 für die DVD dem Film das PG-Rating gegeben hat.
Obwohl Jimmy Sangster im Abspann des Films für die Story aufgeführt wird, sagte er selbst: „Mein einziger Trost in dieser Angelegenheit (abgesehen vom Geld) war die Tatsache, dass ich mit der Tochter von Richard Rodgers einen Credit teilen durfte … das ist der Richard Rodgers, der alle großartigen Musicals geschrieben hat.“